# Józef Bogusz (lekarz)

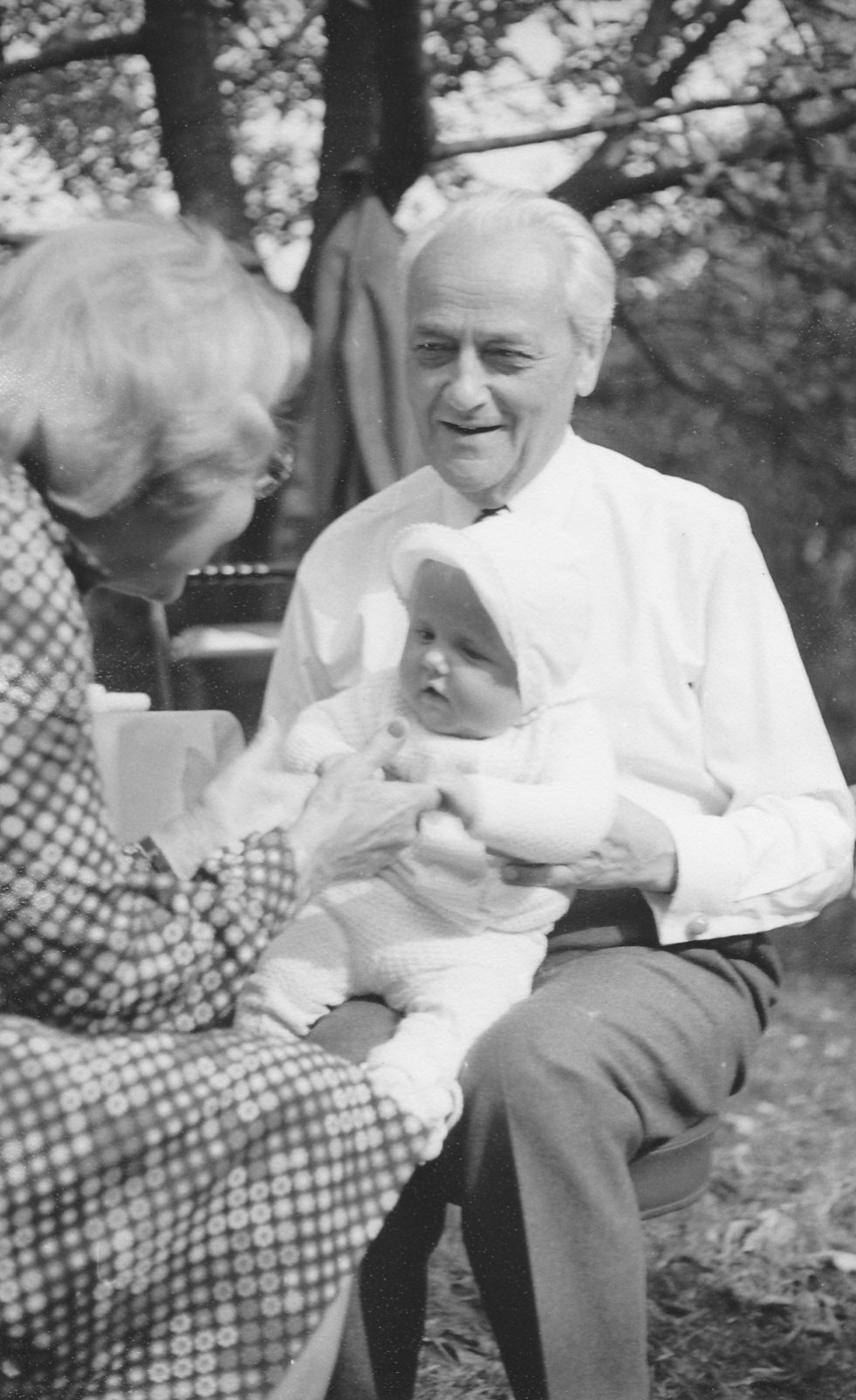
Józef Bogusz z żoną Janiną i wnuczkiem, 1975 r.

Józef Bogusz (ur. 11 września 1904 w Tarnopolu jako Józef Birkenfeld, zm. 21 marca 1993 w Siegen, Niemcy) – polski chirurg, etyk, historyk medycyny, profesor nadzwyczajny Collegium Medicum Uniwersytetu Jagiellońskiego, współzałożyciel „Zeszytów Oświęcimskich”, dwukrotnie zgłoszonych do Pokojowej Nagrody Nobla przez Senat RP, współautor „Zasad Etyczno-Deontologicznych Polskiego Towarzystwa Lekarskiego”.

## Życiorys
Urodził się w żydowskiej rodzinie lekarskiej, jako syn Karola Birkenfelda i Gustawy z domu Goldberg. W latach 1919–1922 uczył się w III Państwowym Gimnazjum im. Króla Jana Sobieskiego w Krakowie, zdając maturę w 1922. Studia medyczne skończył w 1928 na Wydziale Lekarskim UJ, po czym rozpoczął pracę w Klinice Chirurgicznej tego Wydziału, początkowo pod kierunkiem prof. Maksymiliana Rutkowskiego, a później – Jana Glatzla. 
W czasie II wojny światowej przebywał w Warszawie. Pracował na oddziale neurochirurgii Szpitala im. Dzieciątka Jezus i prowadził przychodnię chirurgiczną. Za udział w powstaniu warszawskim otrzymał Warszawski Krzyż Powstańczy. Po wojnie wrócił do Akademii Medycznej w Krakowie (marzec 1945), gdzie pracował na stanowisku kierownika I Katedry i Kliniki Chirurgicznej UJ. W 1948 roku uzyskał habilitację, a w 1953 został mianowany profesorem nadzwyczajnym. Pełnił funkcję wiceprezesa, a w latach 1966–1968 prezesa Zarządu Głównego Towarzystwa Chirurgów Polskich. Był członkiem wielu polskich i zagranicznych towarzystw naukowych. W latach 1960 i 1970 Rada Wydziału Lekarskiego występowała z wnioskiem o nadanie tytułu profesora zwyczajnego, którego jednak nie przyznano. Przeszedł na emeryturę w roku 1974. Pochowany na cmentarzu Rakowickim w Krakowie (pas 14, rząd zach.).

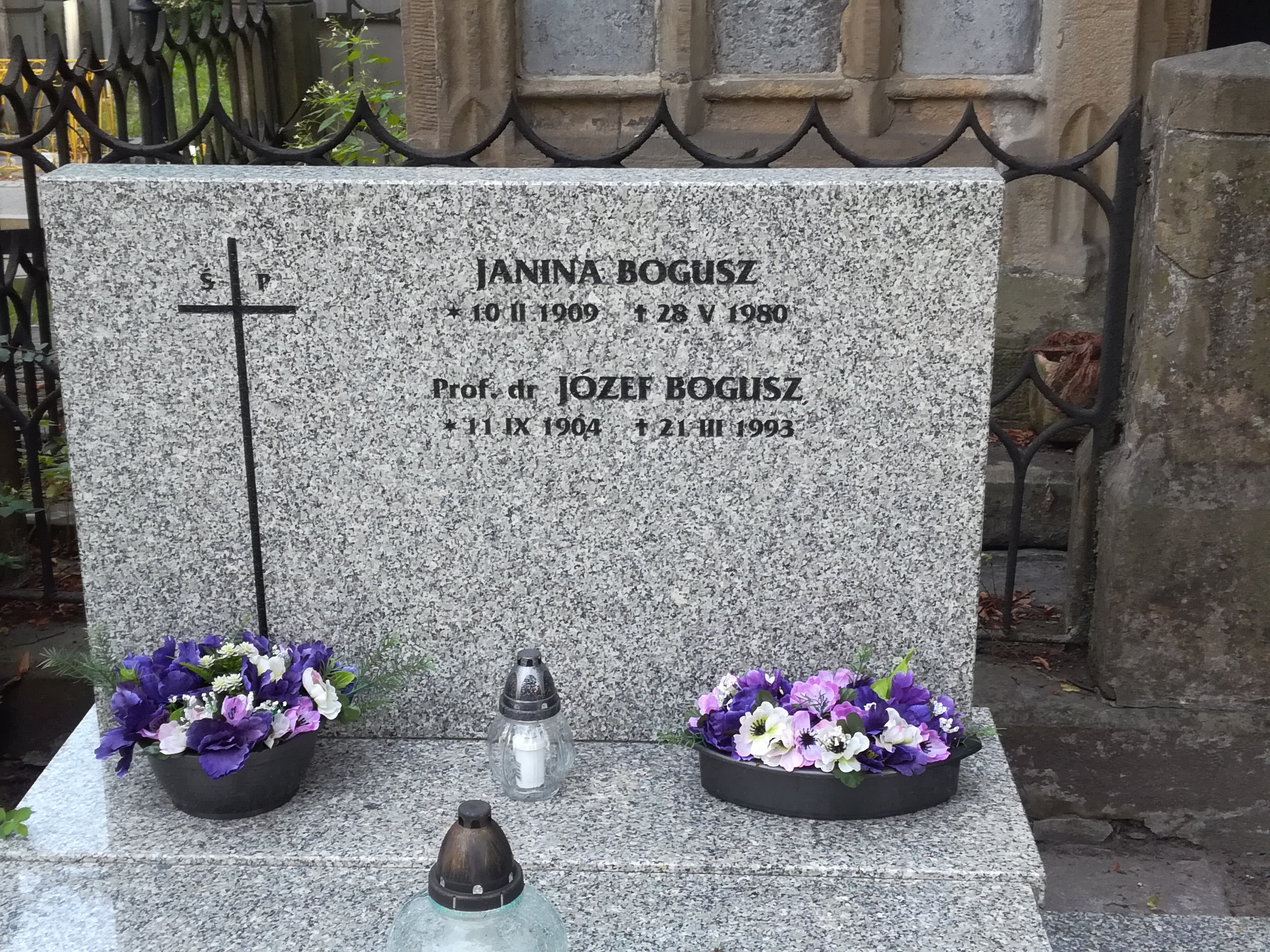
Grób prof. Józefa Bogusza na cmentarzu Rakowickim w Krakowie

## Zakres działalności naukowej
Był kontynuatorem krakowskiej szkoły chirurgów tarczycy. Interesował się też m.in. chirurgią żołądka, jelit i dróg żółciowych oraz zagadnieniami chirurgii wieku podeszłego. Dzięki udoskonaleniom techniki operacji zmniejszył w klinice śmiertelność w operacjach nadczynnego wola z poziomu 5,3% w latach 50. XX w. do poziomu 0,8% w końcu lat 60. Był w Polsce jednym z pionierów chirurgicznego leczenia nowotworów przełyku i wpustu żołądka, skutecznie wdrażał techniki zakładania sztucznego odbytu i rozwiązywał psychologiczne problemy operowanych chorych. Jedną z jego pasji była historia chirurgii. 

## Publikacje
Jest autorem kilku podręczników akademickich oraz ponad dwustu prac naukowych, publikowanych w kraju i zagranicą. Część prac dotyczyła historii polskiej chirurgii i problemów deontologii, m.in.:
- „Lekarz i jego chorzy”[8],
- „W służbie zdrowia i życia ludzkiego”[9],
- „Profesorowie Wydziału Lekarskiego UJ jako uczeni i żołnierze ruchu oporu”[10],
- „Sylwetki chirurgów polskich”[11],
- „Zarys dziejów chirurgii polskiej”[12]

Inicjatorem wydania tej książki była Komisja Historyczna Towarzystwa Chirurgów Polskich. We wprowadzeniu napisano, że jest ona:

…poświęcona pamięci nie tylko tych wielkich, których nazwiska są powszechnie znane i cenione, lecz w równej mierze bezimiennej rzeszy chirurgów, których praca i działanie nie zostały utrwalone w pisanych przekazach. Pisano tę książkę również z myślą o młodszych kolegach, którzy powinni poznać swój rodowód, a także o tych, którzy zapatrzeni w nowoczesną technikę skłonni są uważać, że przed nimi nie było nic. Powinni oni wiedzieć, że szanując historię zasłużą, być może, i na jej szacunek.

Józef Bogusz pisał lub redagował opracowania kierowane do pielęgniarek, np.: 
- „Chirurgia dla pielęgniarek”[13],
- „Encyklopedia dla pielęgniarek”[14]

Wyróżniane są jego zasługi jako współzałożyciela i naczelnego redaktora „Zeszytów Oświęcimskich” Przeglądu Lekarskiego, które poświęcono skrupulatnemu dokumentowaniu wydarzeń II wojny światowej, a równocześnie poszukiwaniu dróg zbliżenia narodów – polskiego i niemieckiego.

## Odznaczenia[5]
- Krzyż Komandorski z Gwiazdą Orderu Odrodzenia Polski
- Krzyż Oficerski Orderu Odrodzenia Polski
- Krzyż Kawalerski Orderu Odrodzenia Polski
- Warszawski Krzyż Powstańczy
- Krzyż Wielki Orderu Zasługi Republiki Federalnej Niemiec (1988) – odznaczony przez prezydenta RFN Richarda von Weizsäckera za zasługi w propagowaniu idei pojednania narodów polskiego i niemieckiego

## Nagrody
- Nagroda „Problemów” (1984) – za wieloletnią popularyzację humanistycznych problemów współczesnej medycyny i krzewienie etyki lekarskiej[15]

## Upamiętnienie

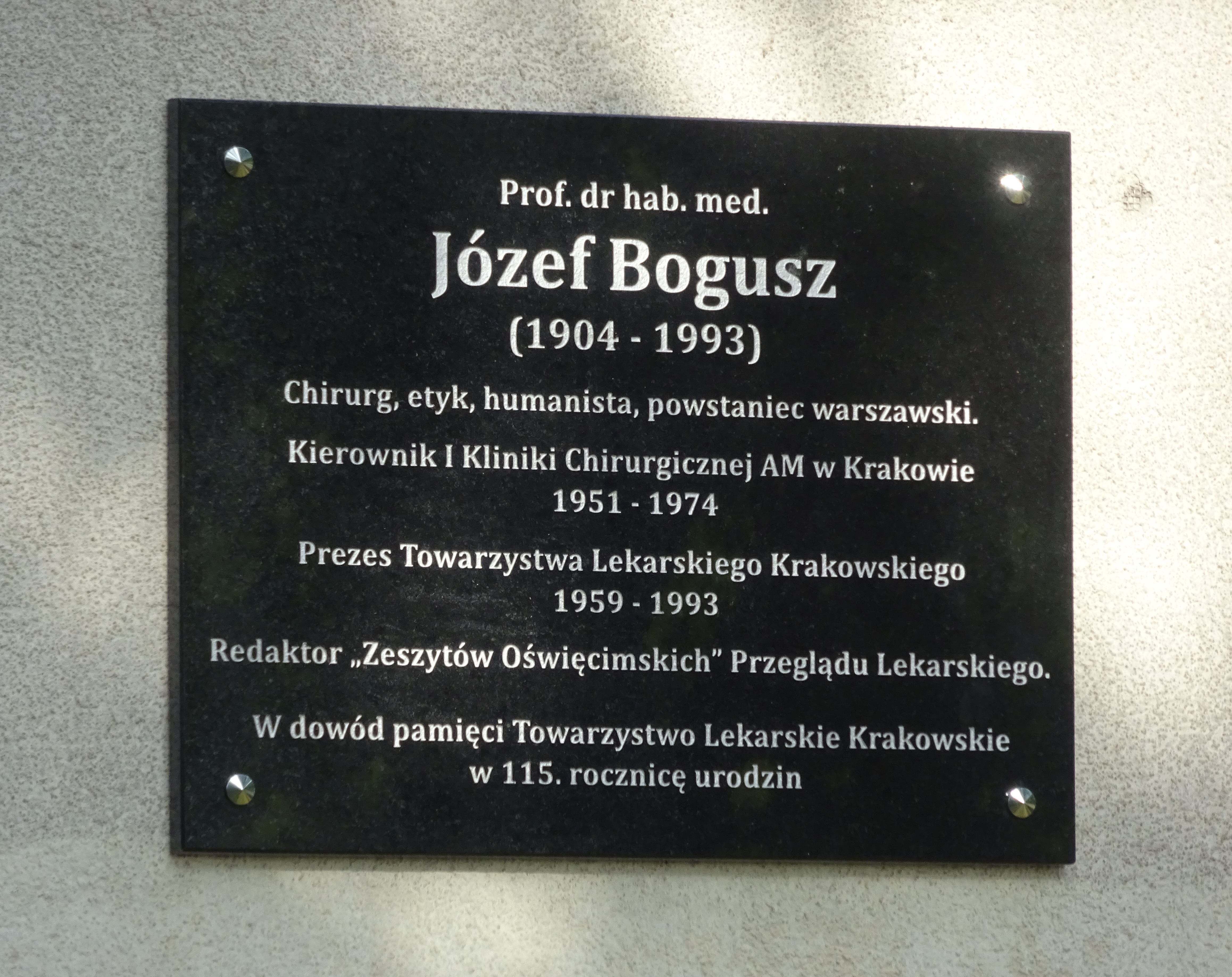
Tablica na budynku na Osiedlu Strusia 14 w Krakowie przy ulicy noszącej imię Józefa Bogusza, upamiętniająca lekarza, ufundowana przez Towarzystwo Lekarskie Krakowskie z okazji 115. rocznicy urodzin

Z okazji 100-lecia urodzin Józefa Bogusza 17 marca 2007 zorganizowano w UJ uroczystą sesję naukową. Organizatorami były: Towarzystwo Lekarskie Krakowskie, Towarzystwo Chirurgów Polskich – oddział w Krakowie, Komisja Nauk Medycznych PAN – oddział w Krakowie, Katedra Psychiatrii CM UJ, Towarzystwo Opieki nad Oświęcimiem. Wygłoszono liczne referaty na temat dorobku i myśli Profesora. Wręczono pamiątkowe medale, wybite z okazji 100-lecia. W sesji – poza przedstawicielami krajowej chirurgii – uczestniczyła konsul generalny Federalnej Republiki Niemiec, dr Marlen Klingler (z referatem nt. zasług dla polskiego-niemieckiego pojednania). Prof. Marian Barczyński powiedział m.in.: 

Wspominamy człowieka, który swoją działalnością naukową i organizacyjną przyczynił się znacząco do rozwoju chirurgii w naszym kraju i dobrze zasłużył się nauce polskiej i całej społeczności lekarskiej. Doświadczenie, wielkie poczucie obowiązku i odpowiedzialności, dbałość o pacjenta, kultura, takt, a także urok osobisty zjednały prof. Józefowi Boguszowi ogólny szacunek. Jego życie – wyjątkowo bogate, twórcze i pełne wielkich pasji – jedną z nich była również muzyka, którą kochał i rozumiał, gdyż sam grał na fortepianie – stanowi piękną kartę w historii polskiej medycyny.

Wspominano m.in. zdanie profesora:

Nie zajmowałem się medycyną i nie leczyłem ludzi chorych po to, aby żyć, ale żyłem po to, aby zajmować się medycyną i aby leczyć ludzi.

W Krakowie upamiętniając Józefa Bogusza jego imieniem nazwano ulicę na Osiedlu Strusia, w Bieńczycach. W 2019 roku na budynku przy tejże ulicy wmurowano tablicę upamiętniającą profesora, ufundowaną przez Towarzystwo Lekarskie Krakowskie w 115. rocznicę urodzin.